# 최윤 (1886년)
최윤(崔潤, 일본식 이름: 山佳潤야마요시 준, 1886년 3월 29일 ~ 1970년 2월 16일)은 일제강점기의 관료로, 본적은 경상북도 경주군 경주읍이다. 경주 최부자집 종손 최준의 친아우이다.

## 생애
1923년 4월부터 1925년까지 주식회사 경주전기 이사를 역임했으며 1926년 5월 경주면 면협의회원, 1927년 4월 1일과 1930년 4월 1일 경상북도 민선 도평의회원으로 각각 선출되었다. 1928년 11월 16일 일본 정부로부터 쇼와 대례 기념장을 받았고 1929년부터 1933년까지 경주금융조합장을 역임했다.
1931년 7월 경주소비조합 발기인으로 참여했으며 1933년 5월 10일 경상북도 민선 도회의원으로 선출되었다. 1934년 8월 매일신보 경주지국장으로 선임되었고 같은 해 9월 12일 대구세무감독국 소득세조사위원으로 임명되었다. 1936년 6월 3일부터 1939년 6월 2일까지 그리고 1943년 5월 19일부터 같은 해 8월 25일까지 조선총독부 중추원 참의를 역임했으며 1939년 주식회사 경주자동차 이사, 주식회사 경주합동운수 이사, 경주군육군특별지원병후원회 평의원을 역임했다.
1939년 11월 조선유도연합회 상임이사로 임명되었으며 1941년 2월 경학원 강사로 임명되었다. 1941년 9월 조선임전보국단 발기인으로 참여했고 같은 해 10월 조선총독부가 주최한 중견유림성지순배단(中堅儒林聖地巡拜團)에 참여하여 내선일체와 일제의 황민화 정책을 적극 지지했다. 광복 이후인 1949년 8월 22일 반민족행위특별조사위원회 특별검찰부에 송치되기도 했다.
친일파 708인 명단의 중추원 부문, 민족문제연구소의 친일인명사전 수록자 명단의 중추원 부문, 친일반민족행위진상규명위원회가 발표한 친일반민족행위 705인 명단에 포함되었다.

## 참고자료
- 친일반민족행위진상규명위원회 (2009). 〈최윤〉. 《친일반민족행위진상규명 보고서 Ⅳ-18》. 서울. 78~93쪽.